# Kiskirálylány
A Kiskirálylány szobrot, Budapesten a Dunakorzó korlátján ücsörgő szobor eredeti, 50 cm-es kisplasztikáját 1972-ben készítette Marton László (1925–2008) Munkácsy- és Kossuth-díjas szobrászművész.
A művészt első házasságából született, legidősebb lánya (Évike) ihlette meg, aki gyakran játszott királylány jelmezben, az édesapja által készített újságpapír koronával a fején a Tabánban, és otthon is, a fürdőköpenyt palástnak képzelve. Ez a kép indította édesapját, a művészt e kis szobor megalkotására.
Így ír erről Marton László, az alkotó:
„Első házasságomból született Évike, aki 5 éves korában, kiskirálylány jelmezben játszott a tabáni játszótéren. Ahogy ezt láttam, rögtön megvolt a téma. Kiskirálylány címen meg is mintáztam. Egy elegáns helyen, a Duna-korzón helyezték el. Budapest szimbóluma lett.” (részlet Marton László Életutam című önéletrajzi könyvéből.)
„A saját lányomról mintáztam – meséli Marton László a műtermében (2007) –, lehetett talán hatéves és a kertben játszott. Királylánynak öltözött: egy fürdőköpenyt terített a vállára, koronát tett a fejére. Sikerült elkapnom ezt a pillanatot és rögtön éreztem, hogy ez egy jól sikerült az alkotás. Évekkel később a főváros egy szobrot kért tőlem. Azonnal a Kiskirálylányra gondoltam és szerencsére sikerült megtalálnunk neki azt a helyet, ahol jól érzi magát a szobor.”
E szobor nagyobb méretben 1990-ben került a Duna-korzóra, és másodpéldánya Tapolcára, a művész szülővárosába. Ugyanezen szobor másolata áll még Japánban is – a művész adományaként –, a Tokyo Metropolitan Art Space kulturális központ koncertterme előtt is. Az eredeti kisplasztika (1972) a Magyar Nemzeti Galéria tulajdona.